# Sant Miquel de Garrigàs
Sant Miquel de Garrigàs és l'església parroquial de Garrigàs (Alt Empordà) inclosa en l'Inventari del Patrimoni Arquitectònic de Catalunya.

## Descripció

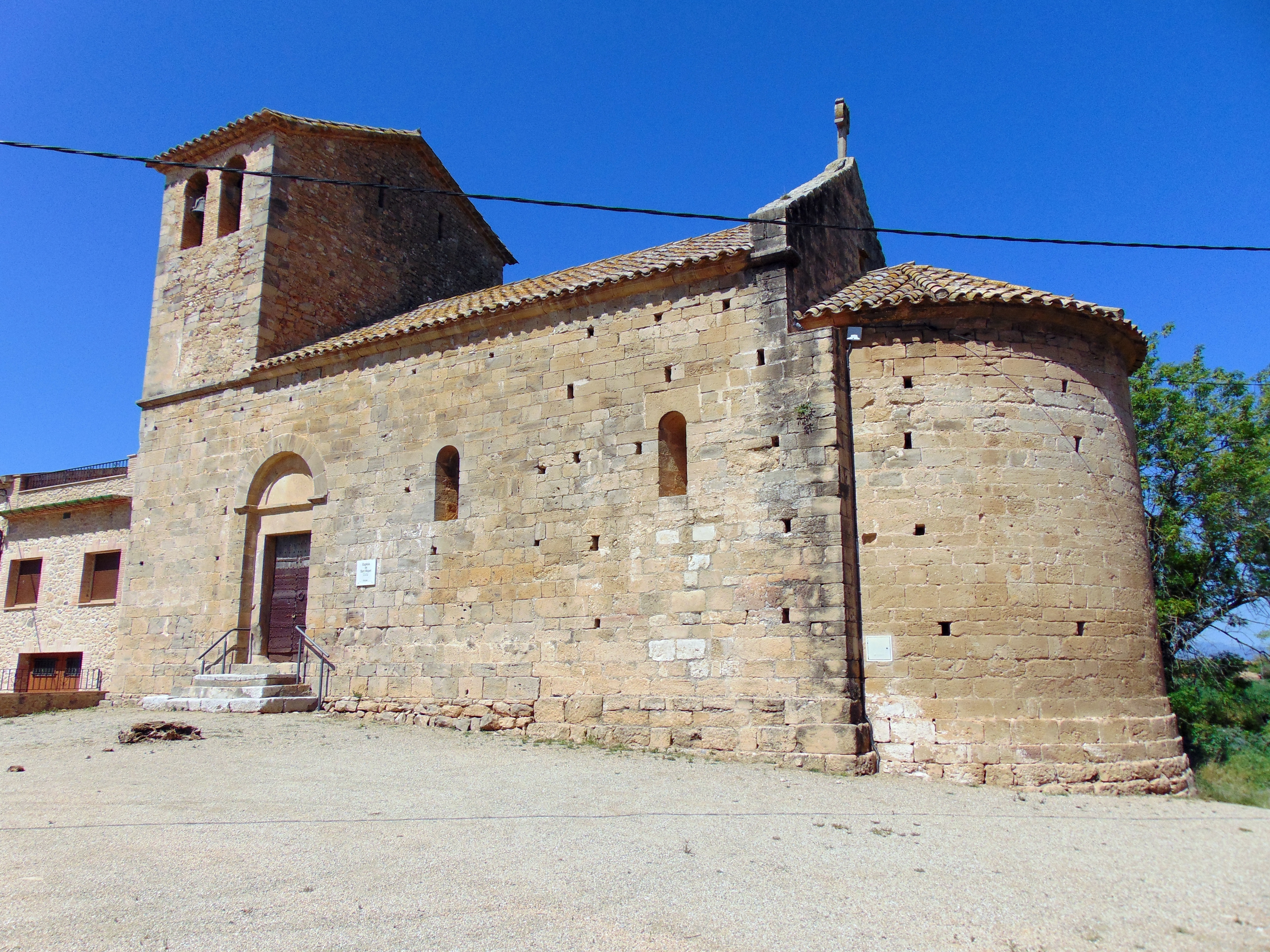

L'església de Sant Miquel es troba en una zona a mig quilòmetre al nucli de Garrigàs al veïnat de l'església. És un temple d'una sola nau, amb absis semicircular. La porta d'accés d'arc de mig punt, és situada al mur de migdia de la nau. En aquest mateix parament es troben dues finestres, també d'arc de mig punt. Una obertura de la mateixa tipologia apareix al centre de l'absis. A la capçalera de la nau hi ha un ull de bou. Sobre el mur frontal s'alça el campanar de cadireta romànic, de tres pilars, que fou transformat en torre els segles XVII-XVIII. La volta de la nau és apuntada, i la coberta del presbiteri és ametllada. El conjunt de la construcció és fet de carreus regulars de pedra, amb la utilització de paredat i maó en el campanar.

## Història
El temple és d'època romànica, segurament dels segles XII-XIII. Els anys 1279 i 1280 apareix esmentat documentalment per primera vegada" l'ecclesia de Garriganis". En etapes posteriors van efectuar-s'hi algunes modificacions, així el campanar de cadireta va ser transformat en torre durant els segles XVI o XVII. Fa pocs anys es va aixecar un pis en l'edifici annex de la rectoria vella, que amaga bona part del frontis. En l'actualitat l'església no s'utilitza per al culte i, a causa de la seva distància del poble, s'ha habilitat dintre del nucli un oratori a la planta baixa de la casa rectoral.